# Elezioni comunali in Sardegna del 2017
Le elezioni comunali in Sardegna del 2017 si tennero il 11 giugno (con ballottaggio il 25 giugno).

## Riepilogo Sindaci Eletti
| Provincia | Comune   | Sindaco uscente | Sindaco uscente   | Sindaco eletto | Sindaco eletto          | Primo turno | Primo turno           | Secondo turno | Secondo turno | Seggi   |       |       |         |
| --------- | -------- | --------------- | ----------------- | -------------- | ----------------------- | ----------- | --------------------- | ------------- | ------------- | ------- | ----- | ----- | ------- |
| Provincia | Comune   | Cagliari        | Selargius         |                | Gianfranco Cappai (UdC) |             | Pier Luigi Concu (FI) | 5.826         | 45,06         | Seggi   | 5.227 | 51,23 | 15 / 24 |
| Oristano  | Oristano |                 | Guido Tendas (PD) |                | Andrea Lutzu (FI)       | 4.955       | 29,60                 | 7.822         | 65,29         | 15 / 24 |       |       |         |

## Città metropolitana di Cagliari

### Selargius
| Candidati                              | Candidati                   | II turno             | II turno      | I turno | I turno | Liste               | Voti   | %     | Seggi |
| Candidati                              | Candidati                   | Voti                 | %             | Voti    | %       | Liste               | Voti   | %     | Seggi |
| -------------------------------------- | --------------------------- | -------------------- | ------------- | ------- | ------- | ------------------- | ------ | ----- | ----- |
|                                        | Pier Luigi Concu ✔️ Sindaco | 5 227                | 51,23         | 5 826   | 45,06   | Forza Italia        | 2 050  | 16,58 | 6     |
| Riformatori Sardi                      | Pier Luigi Concu ✔️ Sindaco | 5 227                | 51,23         | 5 826   | 45,06   | 1 466               | 11,86  | 4     |       |
| Sardegna20Venti                        | Pier Luigi Concu ✔️ Sindaco | 5 227                | 51,23         | 5 826   | 45,06   | 638                 | 5,16   | 2     |       |
| Unione di Centro                       | Pier Luigi Concu ✔️ Sindaco | 5 227                | 51,23         | 5 826   | 45,06   | 593                 | 4,80   | 1     |       |
| Anno Zero                              | Pier Luigi Concu ✔️ Sindaco | 5 227                | 51,23         | 5 826   | 45,06   | 472                 | 3,82   | 1     |       |
| Fratelli d'Italia - Alleanza Nazionale | Pier Luigi Concu ✔️ Sindaco | 5 227                | 51,23         | 5 826   | 45,06   | 350                 | 2,83   | 1     |       |
|                                        | Francesco Lilliu            | 4 977                | 48,77         | 5 537   | 42,83   | Partito Democratico | 2 216  | 17,92 | 3     |
| Lilliu Sindaco                         | Francesco Lilliu            | 4 977                | 48,77         | 5 537   | 42,83   | 1 041               | 8,42   | 1     |       |
| Partito dei Sardi                      | Francesco Lilliu            | 4 977                | 48,77         | 5 537   | 42,83   | 725                 | 5,86   | 1     |       |
| Selargius Futura                       | Francesco Lilliu            | 4 977                | 48,77         | 5 537   | 42,83   | 679                 | 5,49   | 1     |       |
| Partito Sardo d'Azione                 | Francesco Lilliu            | 4 977                | 48,77         | 5 537   | 42,83   | 336                 | 2,72   | –     |       |
| Laboratorio Progressista               | Francesco Lilliu            | 4 977                | 48,77         | 5 537   | 42,83   | 298                 | 2,41   | –     |       |
| Seggio di coalizione                   | Seggio di coalizione        | Seggio di coalizione | 48,77         | 5 537   | 42,83   | 1                   |        |       |       |
|                                        | Valeria Puddu               | Valeria Puddu        | Valeria Puddu | 1 565   | 12,11   | Movimento 5 Stelle  | 1 500  | 12,13 | 1     |
| Seggio di coalizione                   | Seggio di coalizione        | Seggio di coalizione | Valeria Puddu | 1 565   | 12,11   | 1                   |        |       |       |
| Totale                                 | Totale                      | 10 204               | 100           | 12 928  | 100     |                     | 12 364 | 100   | 24    |
|                                        |                             |                      |               |         |         |                     |        |       |       |
| Fonte: Ministero dell'interno          |                             |                      |               |         |         |                     |        |       |       |

## Provincia di Oristano

### Oristano
| Candidati                              | Candidati               | II turno             | II turno          | I turno | I turno | Liste               | Voti   | %     | Seggi |
| Candidati                              | Candidati               | Voti                 | %                 | Voti    | %       | Liste               | Voti   | %     | Seggi |
| -------------------------------------- | ----------------------- | -------------------- | ----------------- | ------- | ------- | ------------------- | ------ | ----- | ----- |
|                                        | Andrea Lutzu ✔️ Sindaco | 7 822                | 65,29             | 4 955   | 29,60   | Forza Italia        | 2 351  | 14,81 | 8     |
| Riformatori Sardi                      | Andrea Lutzu ✔️ Sindaco | 7 822                | 65,29             | 4 955   | 29,60   | 851                 | 5,36   | 3     |       |
| Fortza Paris                           | Andrea Lutzu ✔️ Sindaco | 7 822                | 65,29             | 4 955   | 29,60   | 833                 | 5,25   | 3     |       |
| Un'Altra Oristano                      | Andrea Lutzu ✔️ Sindaco | 7 822                | 65,29             | 4 955   | 29,60   | 368                 | 2,32   | 1     |       |
| Fratelli d'Italia - Alleanza Nazionale | Andrea Lutzu ✔️ Sindaco | 7 822                | 65,29             | 4 955   | 29,60   | 241                 | 1,52   | –     |       |
|                                        | Maria Obinu             | 4 158                | 34,71             | 3 656   | 21,84   | Partito Democratico | 1 823  | 11,48 | 2     |
| Oristano nel Cuore                     | Maria Obinu             | 4 158                | 34,71             | 3 656   | 21,84   | 486                 | 3,06   | –     |       |
| Unione Popolare Cristiana              | Maria Obinu             | 4 158                | 34,71             | 3 656   | 21,84   | 464                 | 2,92   | –     |       |
| Valore Comune                          | Maria Obinu             | 4 158                | 34,71             | 3 656   | 21,84   | 423                 | 2,66   | –     |       |
| Partito Socialista Italiano            | Maria Obinu             | 4 158                | 34,71             | 3 656   | 21,84   | 272                 | 1,71   | –     |       |
| Partito Sardo d'Azione                 | Maria Obinu             | 4 158                | 34,71             | 3 656   | 21,84   | 235                 | 1,48   | –     |       |
| Seggio di coalizione                   | Seggio di coalizione    | Seggio di coalizione | 34,71             | 3 656   | 21,84   | 1                   |        |       |       |
|                                        | Vincenzo Pecoraro       | Vincenzo Pecoraro    | Vincenzo Pecoraro | 2 854   | 17,05   | Unione di Centro    | 1 053  | 6,63  | 1     |
| Partito dei Sardi                      | Vincenzo Pecoraro       | Vincenzo Pecoraro    | Vincenzo Pecoraro | 2 854   | 17,05   | 994                 | 6,26   | –     |       |
| Idee Rinnovabili                       | Vincenzo Pecoraro       | Vincenzo Pecoraro    | Vincenzo Pecoraro | 2 854   | 17,05   | 547                 | 3,45   | –     |       |
| Cittadini per Oristano                 | Vincenzo Pecoraro       | Vincenzo Pecoraro    | Vincenzo Pecoraro | 2 854   | 17,05   | 491                 | 3,09   | –     |       |
| Seggio di coalizione                   | Seggio di coalizione    | Seggio di coalizione | Vincenzo Pecoraro | 2 854   | 17,05   | 1                   |        |       |       |
|                                        | Filippo Martinez        | Filippo Martinez     | Filippo Martinez  | 2 506   | 14,97   | Capitale Oristano   | 919    | 5,79  | 1     |
| Sport Salute Volontariato Natura       | Filippo Martinez        | Filippo Martinez     | Filippo Martinez  | 2 506   | 14,97   | 813                 | 5,12   | –     |       |
| Ambasciatori nel Mondo                 | Filippo Martinez        | Filippo Martinez     | Filippo Martinez  | 2 506   | 14,97   | 342                 | 2,15   | –     |       |
| Seggio di coalizione                   | Seggio di coalizione    | Seggio di coalizione | Filippo Martinez  | 2 506   | 14,97   | 1                   |        |       |       |
|                                        | Anna Maria Uras         | Anna Maria Uras      | Anna Maria Uras   | 1 565   | 9,35    | Coraggio e Libertà  | 1 248  | 7,86  | –     |
| Seggio di coalizione                   | Seggio di coalizione    | Seggio di coalizione | Anna Maria Uras   | 1 565   | 9,35    | 1                   |        |       |       |
|                                        | Patrizia Cadau          | Patrizia Cadau       | Patrizia Cadau    | 1 203   | 7,19    | Movimento 5 Stelle  | 1 123  | 7,07  | –     |
| Seggio di coalizione                   | Seggio di coalizione    | Seggio di coalizione | Patrizia Cadau    | 1 203   | 7,19    | 1                   |        |       |       |
| Totale                                 | Totale                  | 11 980               | 100               | 16 739  | 100     |                     | 15 877 | 100   | 24    |
|                                        |                         |                      |                   |         |         |                     |        |       |       |
| Fonte: Ministero dell'interno          |                         |                      |                   |         |         |                     |        |       |       |